# 毛受洪
毛受 洪（めんじゅ ひろし、文政8年7月17日（1825年8月30日） - 明治33年（1900年）4月19日）は、幕末の福井藩士。毛受福高の長男。母は狛澄詡の娘。通称は戸作・鹿之助・将監。初名は寬洪（明治2年まで）。
安政2年（1855年）、松平慶永が藩校明道館を創設した際に配属され、講究師・訓導師などを務める。安政6年（1859年）に家督を継いで600石を与えられ、同年大番頭に任じられた。その後、慶永の側近として国事に奔走して慶応2年（1866年）に中老格に抜擢され、その間に蛤御門の変や長州征伐にも藩を代表して関わった。
慶応3年（1867年）の王政復古の大号令と共に中根雪江らと新政府の参与に任じられるが、翌年5月の組織改正で免ぜられて福井に戻り、藩の参政職・公議人を経て、明治3年（1870年）に福井藩の大参事に任ぜられた。
廃藩置県後は越前松平家の世譜編纂事業に参加した。76歳で没し、大安寺に葬られた。